# Eva Larsson (översättare)
Eva Larsson, född Nyman 31 mars 1933 i Lidköping, död 27 september 2022 i Alingsås, var en svensk översättare.

## Biografi
1970 började Larsson arbeta med barndeckarserierna Festliga Franssons av Jerry West. Året därpå översatte hon Till jordens medelpunkt av Jules Verne åt Lindblad förlag. 1976 översatte hon Sju syskon (Seven little Australians, 1894) av Ethel Turner, och 1977 Människor på hotell av Vicki Baum och Den hemlighetsfulla trädgården (1911) av Frances Hodgson Burnett. 1978 översatte hon Tystnadens pris av Margaret Yorke åt förlaget Hemmets journal.
För Albert Bonniers Förlag översatte hon Marys chans av Sidney Sheldon 1987 samt Till We Meet Again av Judith Krantz 1988 och Bellamys hemlighet av Sidney Sheldon 1992.
Sedan 1992 har Larsson översatt böckerna om Harry Bosch av Michael Connelly: titlar som Svart is, Dockmakaren, Dödens stad, I lagens limo och Den sista prärievargen, liksom den fristående titeln Blodspår. Hon översatte även Fulton County av James Goldman åt Norstedts förlag redan 1990.
Efter pensionen startade Larsson egen firma.